# Taizé-Aizie
Taizé-Aizie è un comune francese di 605 abitanti situato nel dipartimento della Charente, nella regione della Nuova Aquitania.

## Società

### Evoluzione demografica
Abitanti censiti